# QuakeNet
QuakeNet er verdens største IRC-netværk, som gennemsnitligt har omkring 100.000 brugere hver dag og over 180.000 kanaler. På sit højdepunkt, 8. februar 2005, var der 243.394 enheder forbundet til netværket.
QuakeNet blev startet i 1997 som et IRC-netværk til QuakeWorld-spillere, og er siden vokset gennem årene og har tiltrukket mange andre computerspillere – ofte klaner fra spil som Counter-Strike og lignende.